# Lluís de Requesens i Joan de Soler
Lluís de Requesens i Joan de Soler (?, ~1435 - 1509) fou un alt funcionari reial català, segon comte de Palamós.

## Biografia
Fill del governador Galceran de Requesens i de Santacoloma, de qui va heretar la baronia de Molins de Rei, fou fidel a Joan II durant la guerra civil catalana i declarat «enemic de la terra» per la Generalitat de Catalunya (1462).
El 1468 es convertí en conseller del príncep Ferran i progressà ràpidament arribant a capità de Castellví de Rosanes (1472), baró de Castellvell (1474) i governador general de Catalunya després de la capitulació de Barcelona el 1472. Gaudí d'aquest càrrec durant la segona guerra remença i el mantingué fins que morí.
El 1505, es convertí en el comte de Palamós, en morir el seu germà Galceran de Requesens.

## Matrimonis i descendents
Va estar casat amb Elfa de Cardona Anglesola i de Centelles (1456), amb qui va tenir un fill, Galceran Lluís de Requesens i de Cardona, comte d'Avellino i governador general de Catalunya el 1485, que va arribar a ser alcaid del Castell de Salses el 1505.
En segones núpcies, el 3 d'abril de 1501, casà amb Hipòlita Roís de Liori i de Montcada (c. 1479), amb qui va tenir dos fills: Gaspar, que mor infant, i Estefania de Requesens i Roís de Liori, que n'heretà les possessions.